# Pass Out
"Pass Out" é uma canção do rapper Tinie Tempah, para o seu álbum de estreia Disc-Overy. Serve como primeiro single da sua carreira e do disco. Foi escrito pelo próprio Tempah com Labrinth, este último também participou na produção juntamente com Da Diggler. O seu lançamento digital ocorreu a 26 de Fevereiro de 2010 no Reino Unido, sendo que dois dias mais tarde acabou por ser lançado em mais países europeus.

## Histórico de lançamento
| País        | Data                    | Formato          | Editora discográfica |
| ----------- | ----------------------- | ---------------- | -------------------- |
| Reino Unido | 26 de Fevereiro de 2010 | Descarga digital | Parlophone           |
| Irlanda     | 28 de Fevereiro de 2010 | Descarga digital | Parlophone           |
| Portugal    | 28 de Fevereiro de 2010 | Descarga digital | Parlophone           |